# Kál-Kápolna
Kál-Kápolna (węg.: Kál-Kápolna vasútállomás) – węzłowa stacja kolejowa w Kál przy Vasút utca, na Węgrzech.
Nazwa stacji pochodzi od dwóch sąsiadujących miejscowości – Kál i Kápolna.

## Linie kolejowe
- Linia kolejowa 80 Budapest – Hatvan – Miskolc – Sátoraljaújhely
- Linia kolejowa 84 Kál-Kápolna – Kisterenye
- Linia kolejowa 102 Kál-Kápolna – Kisújszállás

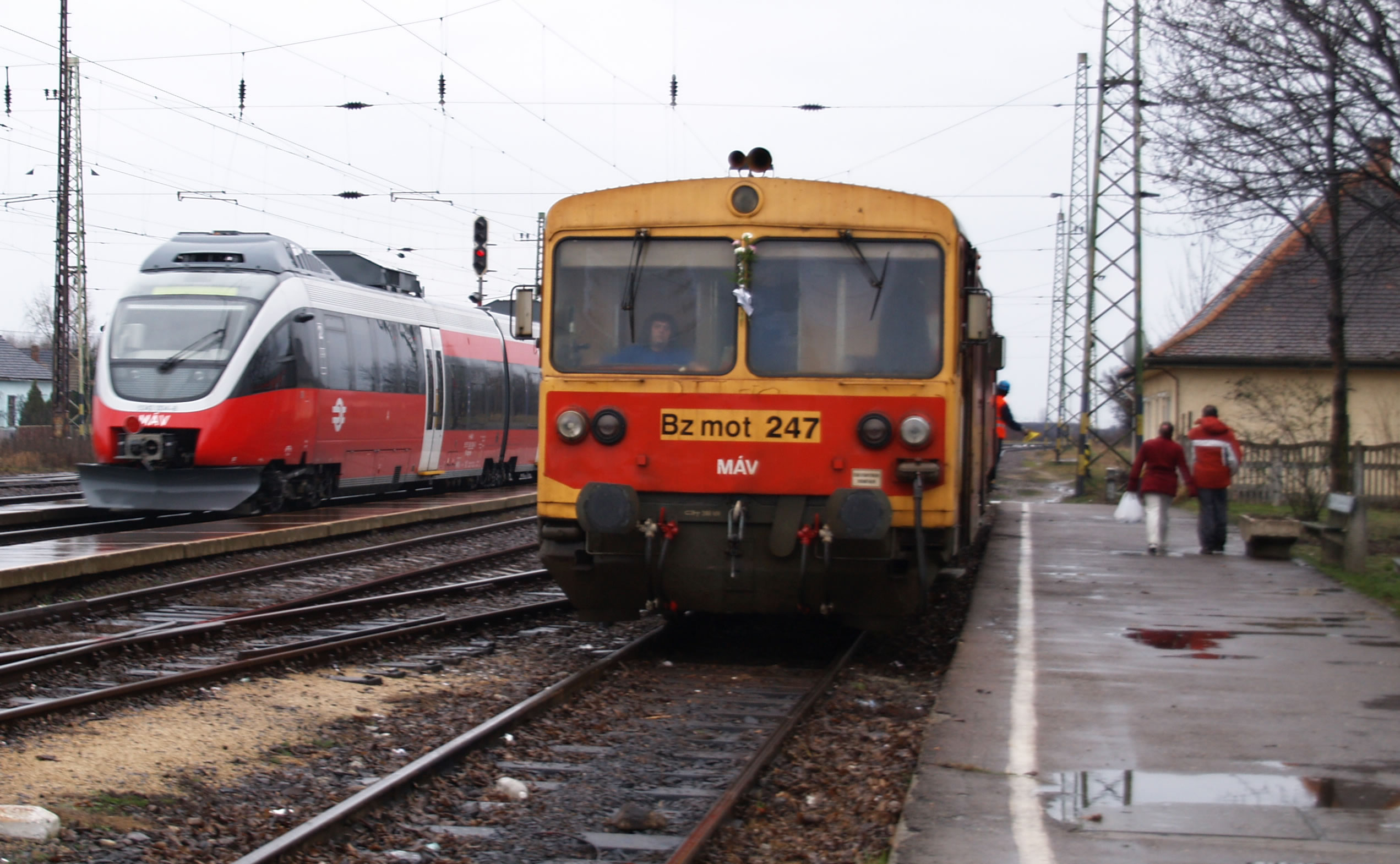
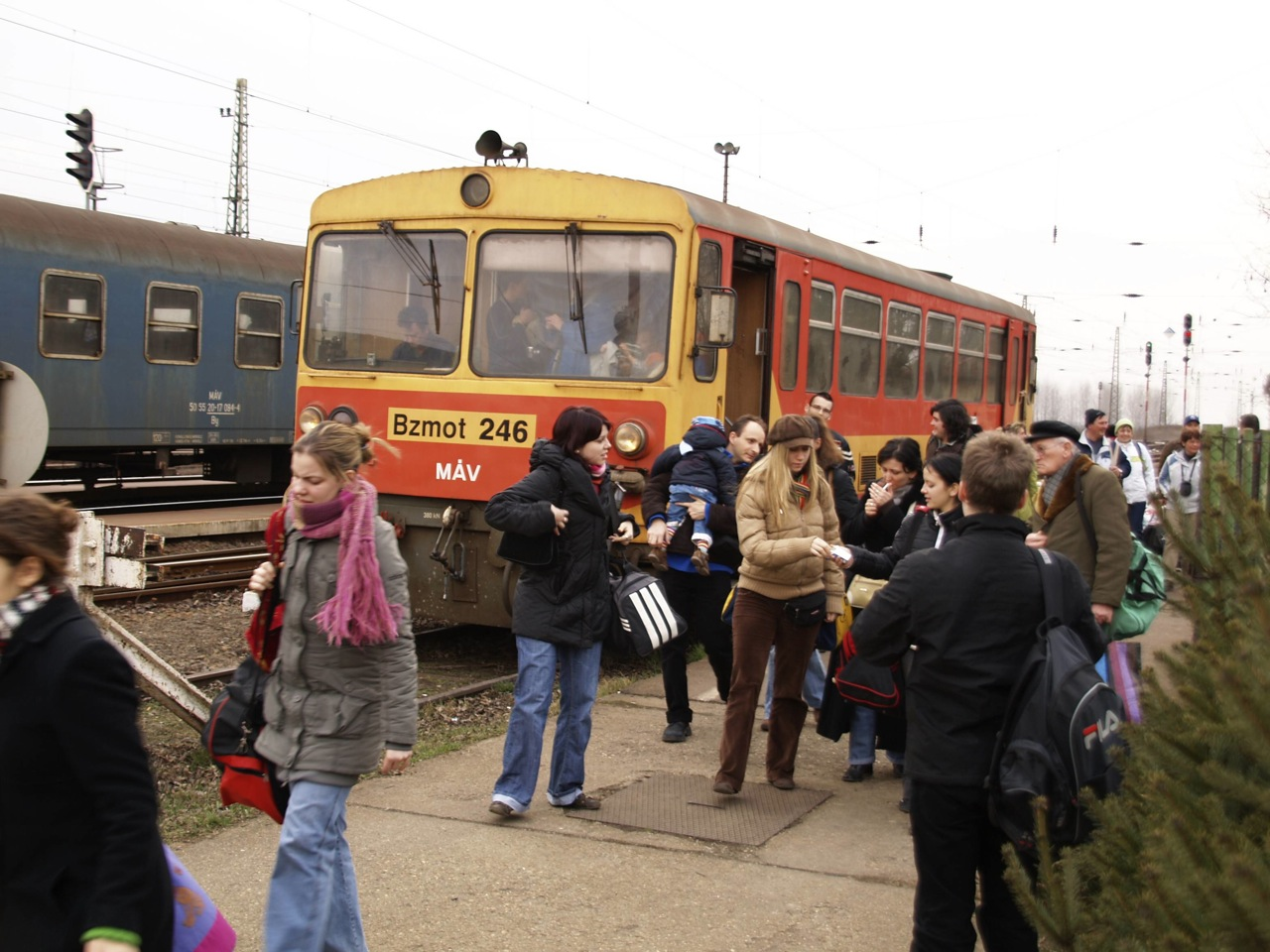

| Kál-Kápolna                                                                  |  |                                 |
| Linia kolejowa 84 Kál-Kápolna – Kisterenye (0,000 km)                        |  |                                 |
| Kisterenyeodległość: 55,000 km                                               |  |                                 |
| Linia kolejowa 80 Budapest – Hatvan – Miskolc – Sátoraljaújhely (113,000 km) |  |                                 |
| Nagyútodległość: 7,000 km                                                    |  | Füzesabony odległość: 12,000 km |
| Linia kolejowa 102 Kál-Kápolna – Kisújszállás (0,000 km)                     |  |                                 |
|                                                                              |  | Erdőtelek odległość: 8,000 km   |